# Ruota Pedrail

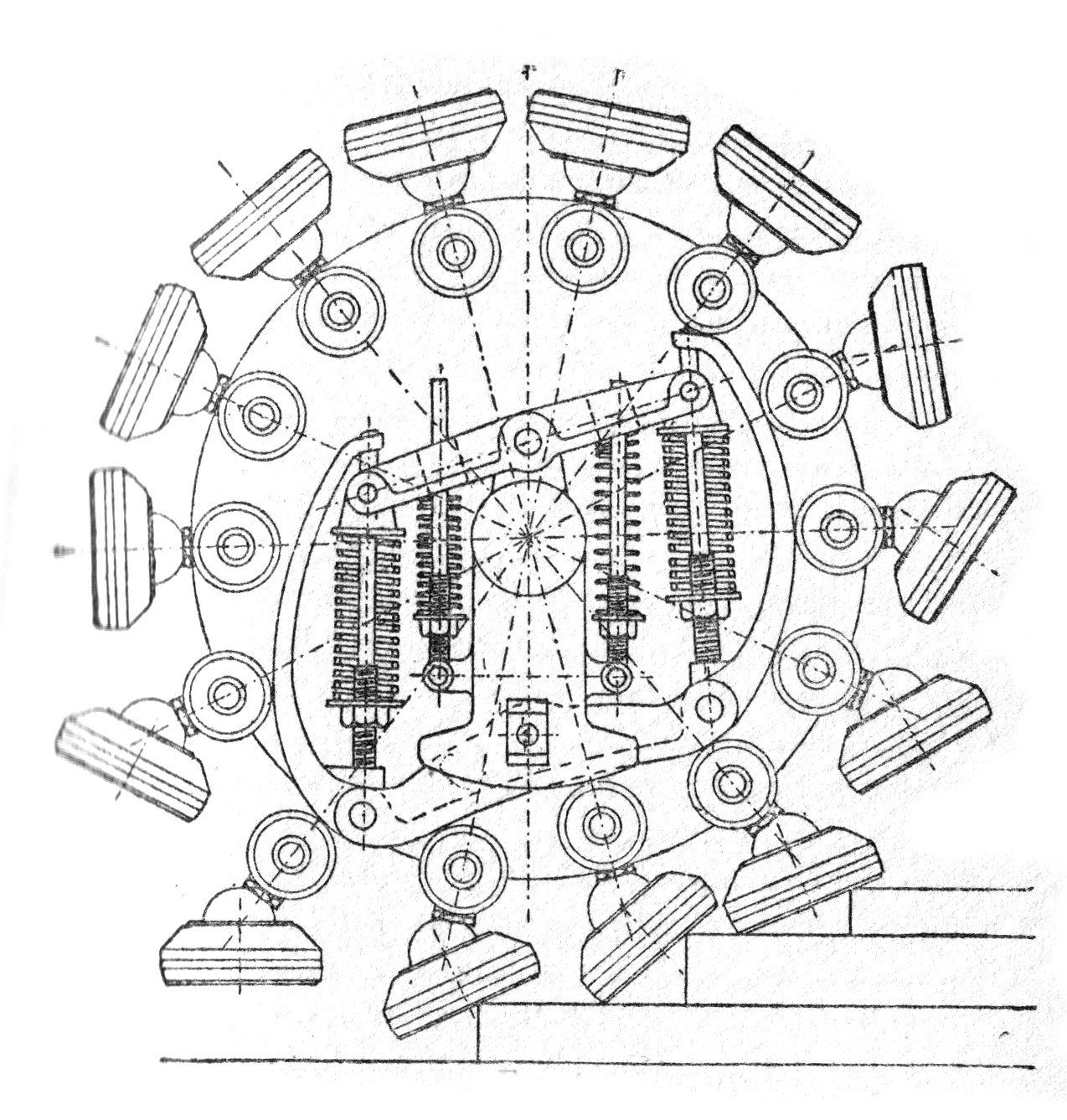
Una ruota Pedrail mentre sale le scale.

La ruota Pedrail è un tipo di ruota sviluppato all'inizio del XX secolo per consentire ai veicoli di spostarsi su tutti i tipi di terreno. La ruota consiste in una serie di "piedi" ("pedes" in latino) connessi a dei giunti disposti su una ruota metallica. Quando la ruota gira, i piedi entrano in contatto con il suolo e rimangono paralleli al terreno intanto che la ruota si muove sopra di essi, sostituendone, in pratica, il comune battistrada. Nel tempo sono state sviluppate varie versioni di ruota Pedrail, dal tipo più semplice, che vede i piedi agganciati a una ruota rigida, ai tipi più complessi che comprendono sistemi di ammortizzatori progettati appositamente per migliorare le performance della ruota su terreni accidentati.
La ruota Pedrail, così come la ruota Dreadnaught, la quale ha una serie di traverse mobili agganciate al cerchio della ruota, trovò impiego soprattutto nelle macchine agricole, ma entrambi i progetti furono poi completamente rimpiazzati dai sistemi a cingolo. 

## Definizione
Stando alla definizione che ne dà il dizionario An American Dictionary of the English Language nella sua versione del 1913, una ruota Pedrail è:
(C&G Merriam, Webster's Revised Unabridged Dictionary, 1913)

## Invenzione

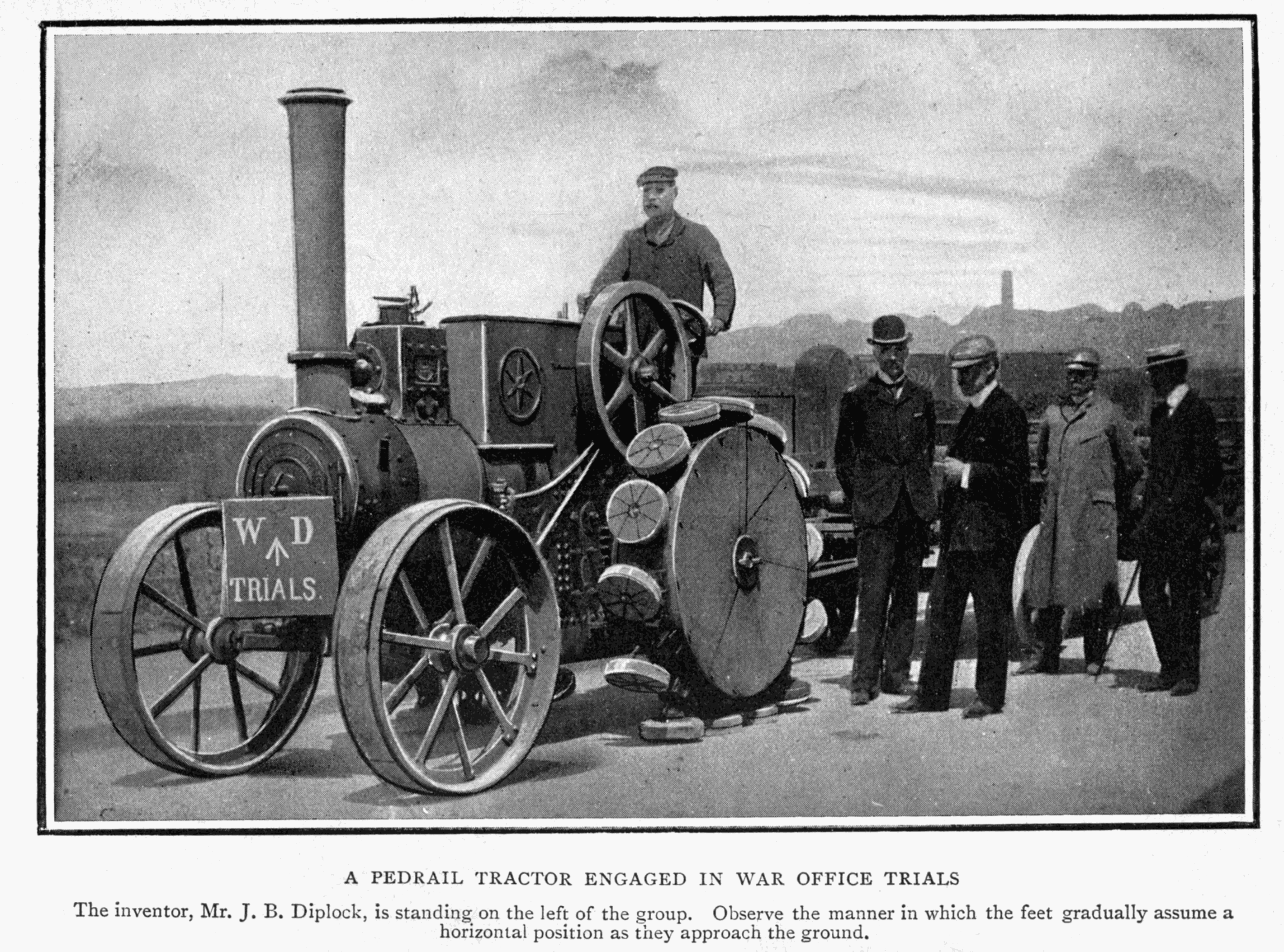
La locomotiva Pedrail inventata da Bramah Joseph Diplock. Quella qui rappresentata è la versione con una sola coppia di ruote Pedrail ma l'inventore ne realizzò anche una dotata di quattro ruote Pedrail.

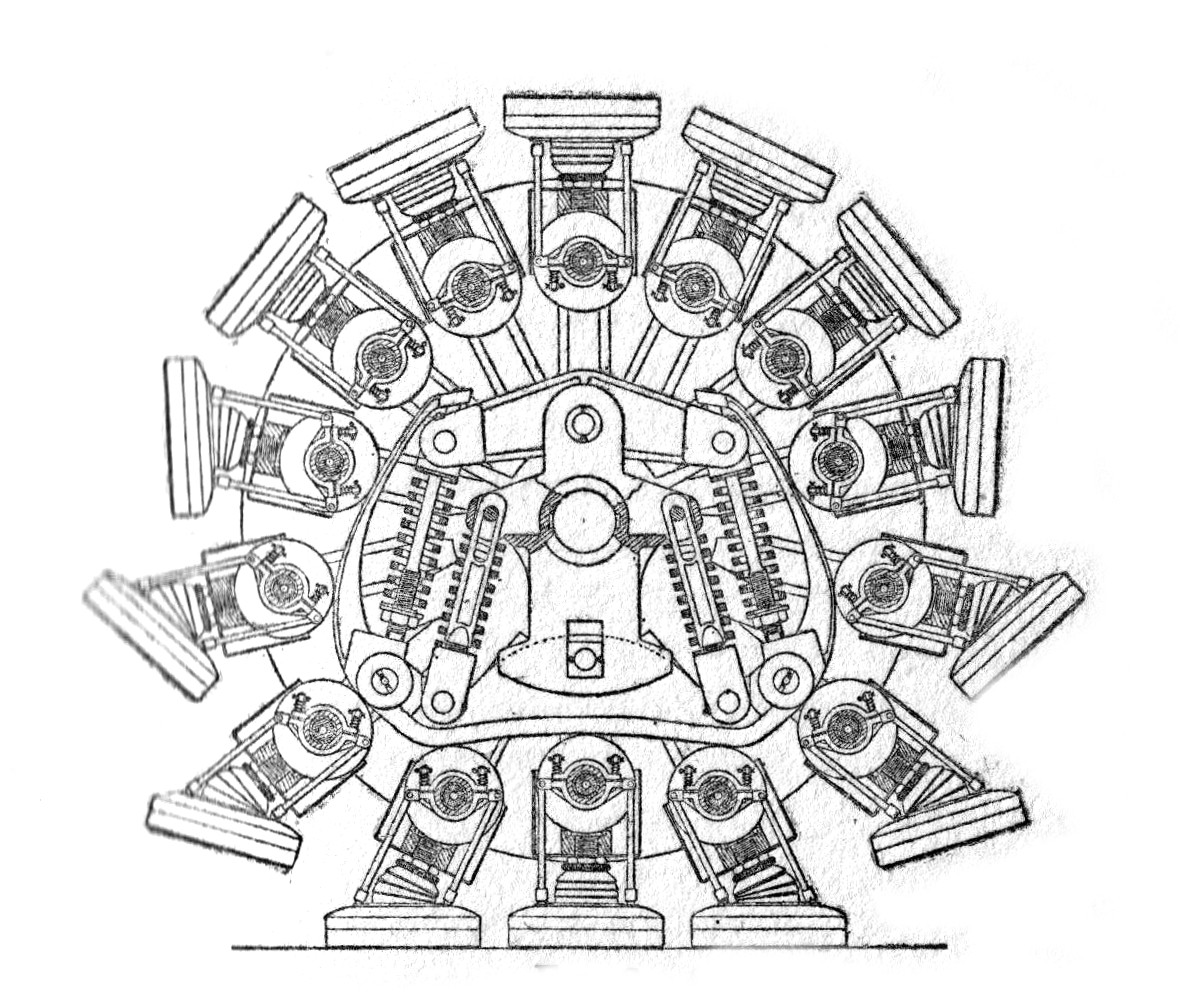
Una versione particolarmente sofisticata di ruota Pedrail.

La ruota Pedrail è stata ideata e realizzata nel 1903 da Bramah Joseph Diplock, un inventore londinese, il quale coniò il nome della sua opera unendo la radice latina "ped" alla parola inglese "rail", che significa "rotaia" o "binario". Lo scopo che voleva raggiungere Diplock era quello di migliorare la trazione dei veicoli su terreni sconnessi e fangosi, facilitandone così il movimento in simili condizioni. Negli anni, Diplock mise a punto versioni sempre più sofisticate di ruota Pedrail, tra cui uno in cui ogni piede era dotato del proprio ammortizzatore, in modo da facilitare sempre di più il movimento su terreni accidentati e, nel 1904, l'inventore svelò al pubblico una locomotiva, battezzata anch'essa Pedrail, che utilizzava proprio le ruote di sua invenzione.

## Letteratura
Nel suo racconto The Land Ironclads, pubblicato in italiano con il titolo Le corazzate terrestri, e apparso per la prima volta nel numero di dicembre del 1903 dello The Strand Magazine, H. G. Wells descriveva l'utilizzo di grossi veicoli corazzati, armati di fucili automatici e che si muovevano su ruote Pedrail,  usati per sfondare un sistema di trincee fortificate, fare breccia nella difesa nemica e aprire quindi la strada all'avanzata della fanteria:
(H. G. Wells, The Land Ironclads, Dicembre 1903)
Nel suo libro del 1917 War and the Future, noto anche come Italy, France and Britain at War, Wells riconobbe che alla base della sua idea di un veicolo armato adatto a muoversi su tutti i terreni c'era la ruota ideata da Diplock:
(H. G. Wells, War and the Future, 1917)
Sebbene nei suoi racconti Wells descriva le ruote Pedrail in dettaglio, molti autori inglesi, e soprattutto gli autori stranieri che ne hanno tradotto le opere in altre lingue, compreso l'italiano, hanno quasi sempre erroneamente pensato che la sua descrizione riguardasse una qualche sorta di veicolo cingolato. La versione di Diplock di un cingolo, invece, non fu progettata che dieci anni dopo la stesura del racconto di Wells.

## Chaintrack
Nel 1910 Diplock abbandonò il progetto Pedrail e iniziò a sviluppare quello che lui chiamò "Chaintrack", ossia un dispositivo in cui ruote fisse, girando, muovono una specie di cingolo dotato di piedi. Esso era quindi una via di mezzo tra una ruota Pedrail e quello che è un cingolo odierno. Il sistema era però molto complesso e aveva bisogno di molta manutenzione, per questo, nel 1914 Diplock ne realizzò una versione più semplice. Montato su un carro apposito, la macchina risultante poteva trasportare anche una tonnellata di merci ed essere comunque trainata senza sforzo da un cavallo, dimostrando di avere la proprietà peculiare di un cingolo, ossia di esercitare una bassa pressione sul terreno grazie a una grande superficie di contatto con esso. Nel dicembre del 1914, con l'infuriare della prima guerra mondiale, il Chaintrack fu anche utilizzato nel progetto della Pedrail Machine, un veicolo pensato per il trasporto truppe e proposto al governo inglese dalla Pedrail Transport Company, l'azienda fondata da Diplock. Tuttavia, nonostante all'inizio sembrasse promettente, il prototipo testato sulle strade francesi non diede i risultati sperati e la produzione in serie non partì mai.